# 热波热共振传热
热波热共振是传热的第四种基本方式。该方式不同于由温差驱动的热传导、热对流和热辐射。热波、热共振传热不依赖温差，而是由不同传递过程间的交叉耦合驱动。其传热过程中，温度的分布或温度对位置/时间的各类导数的分布呈现波浪式，可实现等温传热和由低温到高温的传热。热波、热共振的形式和性质取决于交叉耦合的性质,并可由其调控。热波、热共振具有超强的传热能力; 一旦发生该类传热，可忽略不计传导、对流和辐射传热的作用。

## 相关
- 热传导
- 对流传热
- 辐射
- 传热